# Fenozolone
Il fenozolone è un farmaco sviluppato dalla società  Dausse Laboratoires nel 1960, simile alla pemolina, appartenente alla classe delle ammine simpaticomimetiche indirette, che agisce come psicoattivo ed è stato impiegato in varie forme di astenia psichica.

Nell'animale da laboratorio il fenozolone, fungendo da agenterilasciante la noradrenalina e la dopamina, sembra esplicare un'azione psicotonica che si traduce in un netto aumento dell'attività motoria e della resistenza alla fatica. Il fenozolone sembra inoltre esercitare un'azione antineurolettica ed esplicare un effetto anoressizzante.

## Meccanismo d'azione
Il farmaco nel ratto inibisce, in vitro, in modo competitivo, l'assorbimento di norepinefrina nell'ipotalamo e nella corteccia, e la captazione della dopamina nel corpo striato e nella corteccia stessa, a concentrazioni più elevate rispetto a quelle necessarie alla amfetamina.

## Tossicità
Nel topo i valori della DL50 sono di 0,425 g/kg per os e di 0,175 g/kg per i.p.

## Effetti collaterali
Tra i possibili effetti collaterali del fenozolone si ricordano la xerostomia, tachicardia, insonnia, tremori, nervosismo e cambiamento del comportamento abituale.

## Controindicazioni e precauzioni d'uso
Il composto è controindicato nei soggetti affetti da gravi disturbi cardiovascolari, ipertiroidismo, epilessia, manifestazioni psicotiche, glaucoma ad angolo chiuso.
Il fenozolone, appartenendo alla classe della amfetamina, se somministrato per un lungo periodo, può indurre tolleranza e dipendenza. Sono stati segnalati casi di abuso ed assunzione del farmaco per scopi voluttuari.
L'uso del farmaco da parte di coloro che praticano attività sportiva di tipo agonistico viene attuato allo scopo di migliorare le prestazioni atletiche: si tratta pertanto di una pratica di doping che può essere accertata ed indurre risposta positiva ai controlli antidoping previsti dalle varie federazioni sportive.
Il trattamento in genere non deve superare le 3-6 settimane. L'assunzione del farmaco alla sera può determinare un ritardo nell'addormentarsi.

## Dosi terapeutiche
Il dosaggio usuale è di 20–30 mg/die che debbono essere assunti in due dosi refratte al mattino e nel pomeriggio.

## Sovradosaggio ed antidoti
In caso di sovradosaggio si possono manifestare disturbi cardiovascolari (fra cui in particolare l'ipertensione arteriosa e la tachicardia sinusale) e disturbi di tipo neurologico: stato di agitazione psicomotoria, confusione mentale, allucinazioni ed ansia.
in questi casi la terapia prevede la lavanda gastrica e la somministrazione di sedativi come clorpromazina, diazepam o amobarbital (un barbiturico caratterizzato dalla rapida eliminazione) oltre alle normali misure di supporto, tra cui la adeguata idratazione del paziente.
La somministrazione di cloruro d'ammonio, acidificando le urine, favorisce l'eliminazione del farmaco.

## Interazioni
L'associazione con Inibitori delle monoamino ossidasi (IMAO) è controindicata. L'interazione è fra l'altro ancora possibile a distanza di 15 giorni dalla sospensione del trattamento.
È sconsigliato associare il fenozolone alla guanetidina: tale associazione infatti riduce in modo marcato l'effetto antiipertensivo della guanetidina.
Si deve evitare l'assunzione concomitante di altri psicotonici o anoressizzanti.
In corso di terapia con fenozolone è bene che il paziente riduca il consumo di caffè, tè e di tutte le bevande alcooliche.